# Tiomorfolina
La tiomorfolina, también conocida como paratiazan y tiazolidinano, es un compuesto orgánico de fórmula molecular C4H9NS. Es un heterociclo saturado de seis miembros, con dos heteroátomos —nitrógeno y azufre— en posiciones opuestas del anillo.

## Propiedades físicas y químicas
La tiomorfolina es un líquido incoloro o de coloración amarilla con un olor hediondo. Su punto de ebullición es de 175 °C mientras que su punto de fusión —valor estimado, no experimental— es de aproximadamente 19 °C. Ligeramente más denso que el agua (ρ = 1,086 g/cm³), es algo soluble en ella, en proporción estimada de 65 g/L. El valor del logaritmo de su coeficiente de reparto, logP = 0,27, denota una solubilidad más alta en disolventes apolares como el 1-octanol que en agua.
Posee una tensión superficial de 35,3 dina/cm, aproximadamente la mitad de la del agua. Sus vapores son 3,6 veces más densos que el aire.
En cuanto a su reactividad, es un compuesto sensible al aire, incompatible con agentes oxidantes fuertes así como con bases fuertes.

## Funciones biológicas
La tiomorfolina está relacionada con la hipocolesterolemia (niveles anormalmente bajos de colesterol en sangre). Se han sintetizado derivados de esta amina que inhiben la peroxidación de lípidos de la membrana microsomal, además de mostrar actividad hipocolesterolémica e hipolipidémica. Potencialmente, dichos compuestos pueden ser utilizados para prevenir la formación de ateromas en las arterias.
Por otra parte, se ha investigado la transformación de derivados de tiomorfolina por parte del hongo Bjerkandera adusta, organismo que degrada la lignina. Dicho hongo muestra la mayor tasa de crecimiento en presencia de dichos compuestos, si bien no utiliza la tiomorfolina como fuente de carbono, sino que la transforma en sulfóxido de tiomorfolina que se acumula en el medio.

## Síntesis y usos
La tiomorfolina se puede obtener haciendo reaccionar 1,2-dibromoetano y cisteamina, o bien a partir de bis(2-cloroetil)amina y etanol. 
La descomposición ácida a 25 °C de tiomorfolin-4-carboditioato en etanol también da lugar a la formación de tiomorfolina.
Este compuesto se emplea en la elaboración de blonanserina, antipsicótico atípico aprobado para el tratamiento de la esquizofrenia. Otro uso de esta amina es en la preparación de derivados de pirrol, que actúan como agentes antifúngicos y antibacterianos.
La tiomorfolina se ha utilizado en la preparación de N-Boc-α-alquil-β-(sec-amino)alaninas y tiomorfolin-N-borano. Por otra parte, forma complejos con sales de Cu(II), Pt(II) y Ni(II), habiéndose investigado la actividad catalítica y la estabilidad térmica de estos compuestos organometálicos.

## Precauciones
La tiomorfolina es un líquido combustible que al arder puede desprender gases tóxicos como óxidos de nitrógeno, monóxido de carbono y óxidos de azufre. Su punto de inflamabilidad —mínima temperatura a la que los vapores de una sustancia comienzan a arder en contacto con una fuente de ignición— es de 63 °C.